# Blade: Mroczna trójca
Blade: Mroczna trójca (ang. Blade: Trinity) –– amerykański fantastycznonaukowy film akcji, horror na podstawie serii komiksów o superbohaterze o tym samym imieniu wydawnictwa Marvel Comics. Za reżyserię i scenariusz odpowiadał David S. Goyer. W tytułowej roli wystąpił Wesley Snipes, a obok niego w rolach głównych pojawili się: Kris Kristofferson, Jessica Biel, Ryan Reynolds, Parker Posey, Natasha Lyonne, Dominic Purcell i Triple H.
Światowa premiera filmu miała miejsce 7 grudnia 2004 roku w Los Angeles. W Polsce zadebiutował on 28 stycznia 2005 roku. Film przy budżecie 65 milionów dolarów zarobił ponad 130 milionów. Otrzymał przeważnie negatywne oceny od krytyków. Powstały jego dwie poprzednie części Blade: Wieczny łowca z 1998 i Blade: Wieczny łowca II z 2002 roku. Jego bezpośrednią kontynuacją jest serial Blade: The Series z 2006 roku, w którym Sticky Fingaz zastąpił Snipesa. W 2019 roku zapowiedziany został reboot z Mahershalą Alim w głównej roli jako część franczyzy Filmowego Uniwersum Marvela.

## Streszczenie fabuły
Na Syryjskiej Pustyni mała grupa wampirów odkrywa starożytny grobowiec, wierząc, że należy on do pierwszego z wampirów, Drakuli. Aby powstrzymać Blade’a przed ingerencją, wrobili go w morderstwo. Agenci FBI lokalizują kryjówkę Blade’a, zabijają jego mentora i przyjaciela, Abrahama Whistlera. Blade poddaje się i zostaje aresztowany.
Sojusznicy wampirów wystąpiły do władz, aby przekazali im Blade’a. Zostaje on uratowany przez Hannibala Kinga i Abigail Whistler, córkę Abrahama, którzy zapraszają Blade’a, aby dołączył do ich ekipy łowców wampirów o nazwie Nightstalkers. Od nich Blade dowiaduje się, że Danica Talos, stary wróg Kinga, wskrzesiła Draculę „Drake’a”, aby użyć jego mocy do wyleczenia wampirów z ich słabości. Jako pierwszego z wampirów DNA Drake’a jest nieskażone i jest w stanie przetrwać w słońcu. Nightstalkers stworzyli eksperymentalną broń biologiczną znaną jako Daystar, zdolną do zabijania wampirów na poziomie genetycznym. Potrzebne im jest jednak czyste źródło krwi, aby była ona skuteczna. Drake’a nie można zabić konwencjonalnymi metodami, więc mają nadzieję, że wirus go zabije, a przy okazji reszta gatunku zostanie zniszczona. Obawiają się jednak, że może to dotyczyć również Blade’a.
Drake izoluje Blade’a od Nightstalkerów, uznając ich za niegodnych rzucenia mu wyzwania. Wyjaśnia mu swój pogląd, że uważa wszystkich ludzi i wampirów za gorszych od niego i zamierza ich wszystkich zgładzić. Abigail znajduje dowody na „ostateczne rozwiązanie” wampirów, sieć „farm”, w których ludzie w stanie śpiączki są pozbawiani krwi do spożycia przez wampiry. Odkryto, że wszyscy ci ludzie są w stanie śmierci mózgowej, więc Blade wyłącza systemy podtrzymywania ich życie.
Po powrocie do kryjówki Nightstalkerów, Abigail i Blade zastają tam wszystkich martwych poza Kingiem i córką Sommerfield, Zoe, którzy zostali porwani. Nagranie pozostawione przez Sommerfield, twórczynię Daystar, ujawnia, że krew Drake’a jest wszystkim, co potrzeba, aby broń była skuteczna. King jest torturowany przez wampiry w celu uzyskania informacji, ale odmawia, nawet gdy grożą, że go przemienią w wampira i nakarmią krwią Zoe.
Blade i Abigail uwalniają jeńców. Drake pokonuje Blade’a i planuje zabić go jego własnym mieczem. Abigail wystrzeliwuje Daystar, ale ten łapie ją i upuszcza na podłogę obok Blade’a. Abigail strzela do niego ponownie, tym razem raniąc go. Blade wykorzystuje odwróconą jego uwagę i dźga go strzałą z Daystar, wywołując reakcję chemiczną, która aktywuje wirus, który zabija wampiry. Drake umierając chwali Blade’a za jego honorową walkę i ostrzega go, że w końcu ulegnie pokusie krwi, udowadniając, że jest on nowym typem wampira. 
Wykorzystując resztki swoich mocy, Drake przemienia się w Blade’a. FBI odnajduje jego ciało i ogłasza, że Blade nie żyje. King tłumaczy, że wirus nie zabił Blade’a ponieważ jego ludzka połowa serca nie przestała bić, ale tylko zwolniła, przez co zapadł on w stan śpiączki. Blade przebudza się kilka miesięcy później i kontynuuje dalszą walkę z wampirami.

## Obsada
- Wesley Snipes jako Eric Brooks / Blade, hybryda wampira i człowieka, który może poruszać się w ciągu dnia i poluje na wampiry[3].
- Kris Kristofferson jako Abraham Whistler, mentor i przyjaciel Blade’a[3].
- Jessica Biel jako Abigail Whistler, córka Abrahama, która jest członkiem grupy Nightstalkers[4].
- Ryan Reynolds jako Hannibal King, były wampir stworzony przez Danicę Talos. Został uwolniony i wyleczony przez grupę Nightstalkers, której został członkiem[4].
- Parker Posey jako Danica Talos, wampirzyca, która wyruszyła na poszukiwania grobowca Drakuli[3].
- Natasha Lyonne jako Sommerfield, niewidoma twórczyni Daystar, która należy do grupy Nightstalkers[5]
- Dominic Purcell jako Drakula / Drake, jest pierwszym z gatunku wampirów, który został wskrzeszony[3].
- Paul "Triple H" Levesque jako Jarko Grimwood, wampir, który wyruszył na poszukiwania grobowca Drakuli[6].

W filmie ponadto wystąpili: Callum Keith Rennie jako Asher Talos, Cascy Beddow jako Flick, Paul Anthony jako Wolfe, Scott Heindl jako Gedge, Françoise Yip jako Virago i John Ashker jako Campbell, wampiry, którzy wyruszyli na poszukiwania grobowca Drakuli; Haili Page jako Zoe, córka Sommerfield; James Remar i Michael Anthony Rawlins jako agenci FBI Ray Cumberland i Wilson Hale; Mark Berry jako Martin Vreede i John Michael Higgins jako Edgar Vance, sojusznicy wampirów oraz Patton Oswalt jako Hedges i Ron Selmour jako Dex, członkowie grupy Nightstalkers.

## Produkcja
Wesley Snipes nie był zadowolony ze scenariusza, ani z pierwotnego wyboru reżysera. David S. Goyer, który napisał scenariusz do wszystkich trzech filmów został wybrany na miejsce wcześniejszego reżysera, czemu Snipes również był przeciwny. Poza Goyerem i Snipesem producentami byli Peter Frankfurt i Lynn Harris. Produkcją zajęły się studia New Line Cinema, Amen Ra Films i Imaginary Forces przy współpracy z Marvel Enterprises.
W październiku 2003 roku poinformowano, że Jessica Biel została obsadzona w roli Abigail Whistler. Potwierdzony został również Snipesa oraz udział Ryana Reynoldsa, Parker Posey i Dominica Purcella.
Zdjęcia trwały od 22 września 2003 roku do 22 stycznia 2004 roku. Kręcony był w Montrealu, Toronto i Vancouver. Za zdjęcia odpowiadał Gabriel Beristain, za scenografię Chris Gorak, a za kostiumy Laura Jean Shannon. Montażem zajęli się Conrad Smart i Howard E. Smith.
Według doniesień Snipes sprawiał problemy podczas zdjęć, między innymi przez odmowę w kręceniu scen zmuszając Goyera do używania dublerów i efektów komputerowych. Patton Oswalt ujawnił, że Snipes spędził większość czasu zdjęciowego w swojej przyczepie paląc marihuanę, był agresywny w stosunku Goyera, którego wielokrotnie posądzał o rasizm. Snipes odmawiał również kontaktów z reżyserem i resztą obsady, zamiast tego porozumiewał się z nimi za pomocą asystenta lub liścików. Snipes również zwracał się często w stosunku do Reynoldsa słowem „cracker”.

## Muzyka
Do skomponowania muzyki do filmu zatrudnieni byli Ramin Djawadi i RZA. Współpracowali z nimi członkowie Wu-Tang Clan oraz związane z nimi: Black Lab, E-40, Lil’ Flip, Overseer, Paris Texas, The Crystal Method, Thee Undatakerz i WC. Soundtrack został wydany 23 listopada 2004 roku nakładem New Line Records.
| Blade: Trinity (Original Motion Picture Soundtrack) – 2004 | Blade: Trinity (Original Motion Picture Soundtrack) – 2004 | Blade: Trinity (Original Motion Picture Soundtrack) – 2004    | Blade: Trinity (Original Motion Picture Soundtrack) – 2004 | Blade: Trinity (Original Motion Picture Soundtrack) – 2004 |
| Nr                                                         | Tytuł utworu                                               | Autor                                                         | Wykonawca                                                  | Długość                                                    |
| ---------------------------------------------------------- | ---------------------------------------------------------- | ------------------------------------------------------------- | ---------------------------------------------------------- | ---------------------------------------------------------- |
| 1.                                                         | „Fatal”                                                    | R. Diggs, L. Reed                                             | RZA                                                        | 3:43                                                       |
| 2.                                                         | „I Gotta Get Paid”                                         | W. Weston, D. Coles, C. Woods, R. Diggs                       | Lil’ Flip, Ghostface Killah i Raekwon                      | 3:49                                                       |
| 3.                                                         | „When the Guns Come Out”                                   | W. Calhoun, E. Stevens, A. Johnson, N. Greenaway, R. Diggs    | WC, E-40 i Christ Bearer                                   | 4:09                                                       |
| 4.                                                         | „Thirsty”                                                  | K. Robinson, R. Diggs                                         | Ol’ Dirty Bastard i Black Keith                            | 4:04                                                       |
| 5.                                                         | „Daywalkers”                                               | R. Djawadi, R. Diggs                                          | RZA i Ramin Djawadi                                        | 2:34                                                       |
| 6.                                                         | „Party in tha Morgue (Club Mix)”                           | A. Agcoalil, D. Roberts, K. Jefferies, K. Thornton, D. Merlot | Kool Keith i Thee Undatakerz                               | 6:56                                                       |
| 7.                                                         | „Skylight”                                                 | R. Howes                                                      | Overseer                                                   | 4:59                                                       |
| 8.                                                         | „This Blood”                                               | P. Durham, A. Ellis                                           | Black Lab                                                  | 3:06                                                       |
| 9.                                                         | „Bombs Away (Danny Saber Remix)”                           | S. Sherpe, N. Treolo, N. Zinkgraf, M. Tennessen, S. Vinz      | Paris Texas                                                | 3:28                                                       |
| 10.                                                        | „Weapons of Mad Distortion”                                | S. Kirkland, K. Jordan, Y. Seino                              | The Crystal Method                                         | 4:50                                                       |
| 11.                                                        | „Hard Wax”                                                 | B. Parker, M. Odell, M. Williams                              | Manchild                                                   | 4:08                                                       |
| 12.                                                        | „Blade’s Back”                                             | R. Djawadi                                                    | Ramin Djawadi                                              | 4:03                                                       |
|                                                            |                                                            |                                                               |                                                            | 49:49                                                      |

| Blade: Trinity (Original Motion Picture Score) – 2004 | Blade: Trinity (Original Motion Picture Score) – 2004 | Blade: Trinity (Original Motion Picture Score) – 2004 | Blade: Trinity (Original Motion Picture Score) – 2004 |
| Nr                                                    | Tytuł utworu                                          | Autor                                                 | Długość                                               |
| ----------------------------------------------------- | ----------------------------------------------------- | ----------------------------------------------------- | ----------------------------------------------------- |
| 1.                                                    | „Blade: Trinity”                                      | R. Djawadi                                            | 1:49                                                  |
| 2.                                                    | „Set Up”                                              | R. Djawadi                                            | 1:42                                                  |
| 3.                                                    | „Shooting Around Corners”                             | R. Djawadi                                            | 1:20                                                  |
| 4.                                                    | „Syrian Desert”                                       | R. Djawadi                                            | 3:27                                                  |
| 5.                                                    | „Drake’s Parting Gift”                                | R. Djawadi                                            | 4:22                                                  |
| 6.                                                    | „Blade’s Rescue”                                      | R. Djawadi                                            | 3:23                                                  |
| 7.                                                    | „The Gnome King”                                      | R. Djawadi                                            | 2:32                                                  |
| 8.                                                    | „Drake Feeds / Talos’ Request”                        | R. Djawadi                                            | 3:19                                                  |
| 9.                                                    | „Chasing Blade”                                       | R. Djawadi                                            | 1:58                                                  |
| 10.                                                   | „The Blood Harvest”                                   | R. Djawadi                                            | 3:27                                                  |
| 11.                                                   | „Daywalkers”                                          | R. Djawadi                                            | 2:05                                                  |
| 12.                                                   | „Whistler’s Sacrifice”                                | R. Djawadi                                            | 1:54                                                  |
| 13.                                                   | „Talos Threatens Hannibal King”                       | R. Djawadi                                            | 2:11                                                  |
| 14.                                                   | „Blade Vs. Drake”                                     | R. Djawadi                                            | 4:56                                                  |
| 15.                                                   | „Blade Is Back”                                       | R. Djawadi                                            | 3:53                                                  |
|                                                       |                                                       |                                                       | 42:18                                                 |

## Wydanie
Światowa premiera filmu Blade: Mroczna trójca miała miejsce 7 grudnia 2004 roku w Los Angeles. Podczas wydarzenia uczestniczyła obsada i produkcja filmu oraz zaproszeni specjalni goście. Premierze tej towarzyszył czerwony dywan oraz szereg konferencji prasowych. Dla szerszej publiczności w Stanach Zjednoczonych zadebiutował 8 grudnia. W Polsce film miał premierę 28 stycznia 2005 roku.

## Odbiór

### Box office
Film przy budżecie 65 milionów dolarów zarobił ponad 130 milionów, z czego ponad 52 miliony w Stanach Zjednoczonych i Kanadzie oraz ponad 300 tysięcy w Polsce.

### Krytyka w mediach
Film został przeważnie negatywnie oceniony przez krytyków. W serwisie Rotten Tomatoes 26% z 168 recenzji filmu jest pozytywnych (średnia ocen wyniosła 4,42 na 10). Na portalu Metacritic średnia ocen z 30 recenzji wyniosła 38 punktów na 100. Natomiast według serwisu CinemaScore publiczność przyznała mu ocenę B+ w skali od F do A+.

### Nominacje
| Rok  | Ceremonia     | Kategoria        | Nominowani            | Rezultat  | Przypis |
| ---- | ------------- | ---------------- | --------------------- | --------- | ------- |
| 2005 | Saturn Awards | Najlepszy horror | Blade: Mroczna trójca | Nominacja | [ 22 ]  |

## Kontynuacja
Bezpośrednią kontynuacją filmu Blade: Mroczna trójca jest serial Blade: The Series z 2006 roku, w którym Sticky Fingaz zastąpił Wesleya Snipesa. Był on emitowany przez Spike TV.

## Reboot
W 2012 roku prawa do postaci powróciły do Marvel Studios. W lipcu 2019 roku prezes studia Kevin Feige zapowiedział reboot zatytułowany Blade z Mahershalą Alim w głównej roli jako część franczyzy Filmowego Uniwersum Marvela.